# جردین کاره
جردین کاره (انگلیسی: Jordin Kare؛ زاده ۲۴ مارس ۱۹۵۶) یک فیزیک‌دان و مهندس هوافضا اهل ایالات متحده آمریکا است.